# ترميز قضباني للحمض النووي

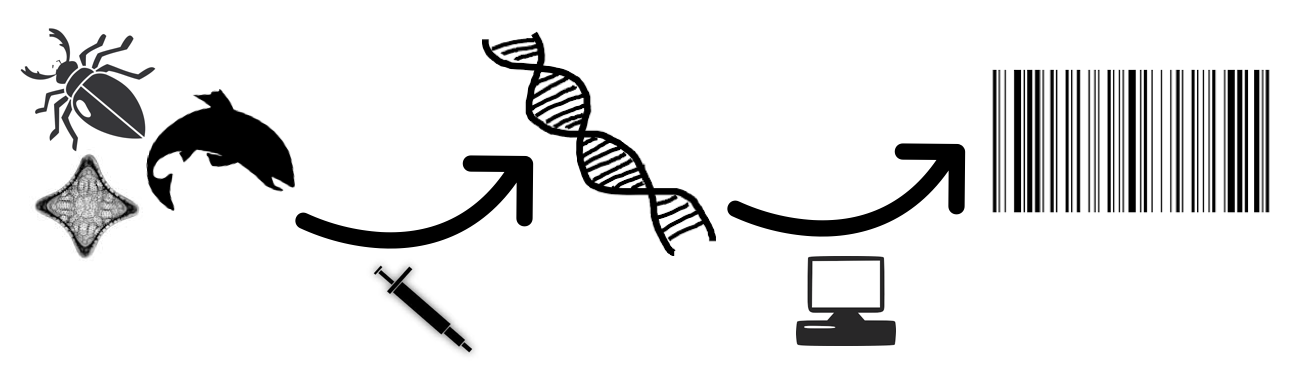
مخطط شفرة الدنا الخيطية

الترميز الشريطي للحمض النووي أو الترميز الشريطي للدنا (بالإنجليزية: DNA barcoding)‏ طريقة لتحديد النوع باستخدام جزء قصير من الحمض النووي من مورثة أو مورثات. يقوم الترميز الشريطي للحمض النووي على أنه بالمقارنة بمكتبة مرجعية لمقاطع من الحمض النووي (تسمى أيضًا سلاسل) يمكن استخدام سلسلة مفردة لتحديد النوع المحدد الذي ينتمي له الكائن الحي بنفس الطريقة التي تستخدم فيها آلة المسح الضوئي في محلات البقالة الأشرطة السوداء المعروفة للترميز الشريطي العالمي للمنتجات (يو بّي سي باركود) بهدف التعرف إلى الغرض من بين كل البضائع المعرفة في قاعدة البيانات. تستخدم هذه الرموز الشريطية أحيانًا في محاولة لتحديد نوع غير معروف، أو أجزاء من كائن حي، أو ببساطة لفهرسة أكبر قدر ممكن من الأصانيف، أو للمقارنة مع الأصنوفات التقليدية لتحديد حدود النوع.
تستخدم مناطق جينية مختلفة للتعرف إلى المجموعات العضوية المختلفة باستخدام الترميز الشريطي. المنطقة الأكثر استخدامًا للحيوانات وبعض الطلائعيات هي جزء من مورثة السيتوكروم سي أوكسيديز 1 (سي أو آي، سي أو إكس 1)، الموجودة في الدنا المتقدرة. من الجينات الأخرى المناسبة للترميز الشريطي للحمض النووي المفساح الداخلي المنسوخ (آي تي إس) المأخوذ من الحمض النووي الريبوزي الريبوسومي، ويستخدم غالبًا للفطريات والروبيسكو المستخدم للنباتات. تكشف الكائنات الحية الدقيقة باستخدام مناطق جينية مختلفة. على سبيل المثال: يشيع استخدام مورثة الحمض النووي الريبوزي الريبوسومي 16 إس لكشف حقيقيات النوى الميكروبية. تختار هذه المناطق الجينية لأنها أقل اختلافًا ضمن النوع الواحد، مع تغيرها من نوع لآخر، وهي الظاهرة التي تعرف باسم «فجوة الترميز الشريطي».
من تطبيقات الترميز الشريطي للحمض النووي: التعرف إلى أوراق النباتات حتى عند عدم توافر الأزهار أو النباتات؛ تحديد أصل الطلع المتجمع على أجسام الحيوانات الملقحة (ناقلة الطلع)؛ تحديد نوع يرقات الحشرات التي قد يكون لها علامات مميزة أقل من الحشرات البالغة؛ أو البحث في النظام الغذائي لحيوان بناءً على محتويات معدته، أو لعابه، أو فضلاته. عند استخدام الترميز الشريطي للتعرف إلى الكائنات العضوية من عينة تحتوي الحمض النووي لأكثر من كائن حي، يستخدم مصطلح فوق الترميز الشريطي للحمض النووي، مثلًا: فوق الترميز الشريطي لدنا مجتمعات الدياتوم في الأنهار والجداول، وهو يستخدم لتقييم جودة المياه.

## خلفية
طورت تقنيات الترميز الشريطي للحمض النووي من العمل الأولي على سلسلة الدنا في المجتمعات الميكروبية باستخدام مورثة الحمض النووي الريبوزي الريبوسومي 5إس. اقترحت في عام 2003 طرق محددة ومصطلحات الترميز الشريطي المعاصر للحمض النووي كمنهجية معيارية لتحديد الفصائل، بالإضافة إلى احتمالية إرجاع سلسلة غير معروفة لأصنوفات أعلى كالرتب والشعَب، في ورقة بحثية لبول د. ن. هيبربرت وزملائه من جامعة غيلف، أونتاريو، كندا. استعرض هيبربرت وزملاؤه طريقة الاستفادة من مورثة السيتوكروم سي أوكسيداز آي (سي أو آي)، التي استخدمها فولمر وزملاؤه أول مرة في عام 1994، باستخدام مشرعات الدنا التي نشروها كوسيلة لإجراء الدراسات الفيلوجينية على مستوى النوع كوسيلة تمييز مناسبة للتفرقة بين اللافقاريات الميتازونية. يشيع استخدام «منطقة فولمر» من مورثة سي أو آي للتمييز بين الأصانيف حسب أنماط التنوع على مستوى الدنا. من منافع مورثة سي أو آي السهولة النسبية في استعادة السلسلة، والتنوع مضافًا إلى الانحفاظ بين الأنواع. تنبأ هيربرت وزملاؤه بإنشاء قاعدة بيانات مورثة سي أو آي يمكنها أن تؤدي دور الأساس الذي تبنى عليه «منظومة تعرف حيوي عالمية»، إذ دعوا أشكال الأنماط التي رأوها «باركود – رمز شريطي».

## المنهجية

### أخذ العينات وحفظها
يمكن إجراء الترميز الشريطي من نسيج من العينة المستهدفة، أو من مزيج من الكائنات العضوية (عينة جمعية)، أو من الحمض النووي الموجود في العينات البيئية (كالمياه والتربة). تختلف طرق أخذ العينات وحفظها وتحليلها بين هذه الأنواع من العينات.
عينات النسج
لترميز عينة نسيج شريطيًا من العينة المستهدفة، فإنه يكفي عادةً أخذ قطعة صغيرة من الجلد، أو حرشفة، أو رجل، أو مستشعر (حسب حجم العينة المستهدفة). لتجنب التلوث، من الضروري تعقيم الأدوات المستخدمة بين العينات. ينصح بأخذ مسحتين (عينتين) من العينة المستهدفة الواحدة، واحدة للأرشفة، والأخرى لعملية الترميز الشريطي. من الضروري حفظ العينات للتغلب على مشكلة تردي الحمض النووي.
العينات الجمعية
العينة الجمعية هي نوع من عينة بيئية لكنها تحتوي على عدة كائنات حية من المجموعة الأصنوفية (التاكسونومية) المدروسة. الاختلاف بين العينات الجمعية (بالاصطلاح المستخدم هنا) والعينات البيئية الأخرى، هو أن العينة الجمعية توفر عادةً مية كبيرة من الحمض النووي عالي الجودة. من الأمثلة على العينات الجمعية للافقاريات المائية الكبيرة التي تجمع عن طريق الشبكة دقيقة الثقوب، أو عينات الحشرات المجموعة عن طريق مصيدة الحشرات الطائرة. تدخل عينات المياه المرشحة أو المجزأة حسب الحجم التي تحتوي كائنات عضوية كاملة كحقيقيات النوى وحيدة الخلية ضمن تعريف العينات الجمعية أحيانًا كذلك. يمكن جمع هكذا عينات بنفس التقنيات المستخدمة للحصول على عينات تقليدية للتحديد المبني على الشكل (علم التشكل).
عينات الحمض النووي البيئي
طريقة الحمض النووي البيئي طريقة سطحية (لا تخترق الجسد) للاستشعار بوجود الأنواع وتحديدها من بقايا خلوية أو حمض نووي خارج خلوي في العينات البيئية (كالمياه والتربة) عن طريق الترميز الشريطي أو فوق الترميز الشريطي. الطريقة مبنية على حقيقة أن كل كائن عضوي حي يترك حمضًا نوويًا في البيئة، ويمكن استشعار هذا الحمض النووي حتى للكائنات الحية نادرة الوفرة. لذلك فإن الأمر الأكثر أهمية استخدام المواد والأدوات الخالية من الحمض النووي في كل موقع أخذ عينات أو عينة لتجنب التلوث، إذا كان من الراجح وجود الحمض النووي للكائن العضوي المستهدف أو الكائنات العضوية المستهدفة بكميات قليلة. من جهة أخرى، فإن عينة الحمض النووي البيئي تحتوي دائمًا الحمض النووي للخلية الكاملة، والكائنات العضوية الحية التي توجد غالبًا بكميات كبيرة. لذلك فإن عينات الكائنات الحية الدقيقة المأخوذة في البيئة الطبيعية تدعى كذلك عينات حمض نووي بيئي، ولكن التلوث أقل إشكالًا في هذا السياق بسبب الكمية الكبيرة للكائنات العضوية المستهدفة. تطبق طريقة الحمض النووي البيئي على معظم أنواع العينات، كالماء، والرواسب، والتربة، وفضلات الحيوانات، ومحتويات المعدة، أو الدم كذلك المأخوذ مثلًا من العلقيات.

### استخلاص الحمض النووي وتضخيمه وسلسلته
يتطلب الترميز الشريطي للحمض النووي استخلاص الحمض النووي من العينة. توجد عدة طرق مختلفة لاستخلاص الحمض النووي، وتؤثر عوامل كالكلفة، والزمن، ونوع العينة، والإنتاجية على اختيار الطريقة المثلى.
عند تضخيم حمض نووي من عينات عضوية أو عينات حمض نووي بيئي باستخدام تفاعل البوليمراز المتسلسل (بّي سي آر)، يمكن تأثر التفاعل سلبًا بالجزيئات المثبطة الموجودة في العينة. إزالة هذه المثبطات أمر ضروري لضمان وجود حمض نووي عالي الجودة لتحليله ودراسته لاحقًا.
تضخيم الحمض النووي المستخلص خطوة ضرورية في الترميز الشريطي للحمض النووي. عادةً يسلسل جزء صغير فقط من إجمالي مادة الحمض النووي (400-800 زوج قاعدي) للحصول على الرمز الشريطي للحمض النووي. تضخيم مادة الحمض النووي البيئي يركز عادةً على شرائح أصغر من العينات (أقل من 200 زوج قاعدي)؛ لأن الحمض النووي البيئي أكثر عرضةً للتجزئة من مادة الحمض النووي من المصادر الأخرى. ولكن بعض الدراسات ترجح عدم وجود علاقة بين حجم الأمبليكون ومعدل استشعار الحمض النووي البيئي.
عند تضخيم المنطقة المؤشرة للرمز الشريطي للحمض النووي، فإن الخطوة التالية تتمثل في سلسلة المنطقة المؤشرة باستخدام طرق سلسلة الحمض النووي. توجد عدة منصات مختلفة للسلسلة، والتقدم التقني في هذا المجال يجري بسرعة شديدة.